# Benzotiazida
Benzotiazida, conocido en algunos países como benztiazida es un diurético del grupo de las tiazidas indicado en el tratamiento de la hipertensión arterial y el edema. Ha dejado de ser comercializado en los Estados Unidos y otros países. En algunos países como el Reino Unido y Suiza se distribuía en combinación con el diurético ahorrador de potasio triamtereno (nombre comercial Dytide en el RU y Dyrenium compositum en Suiza).